# Frederick Seitz

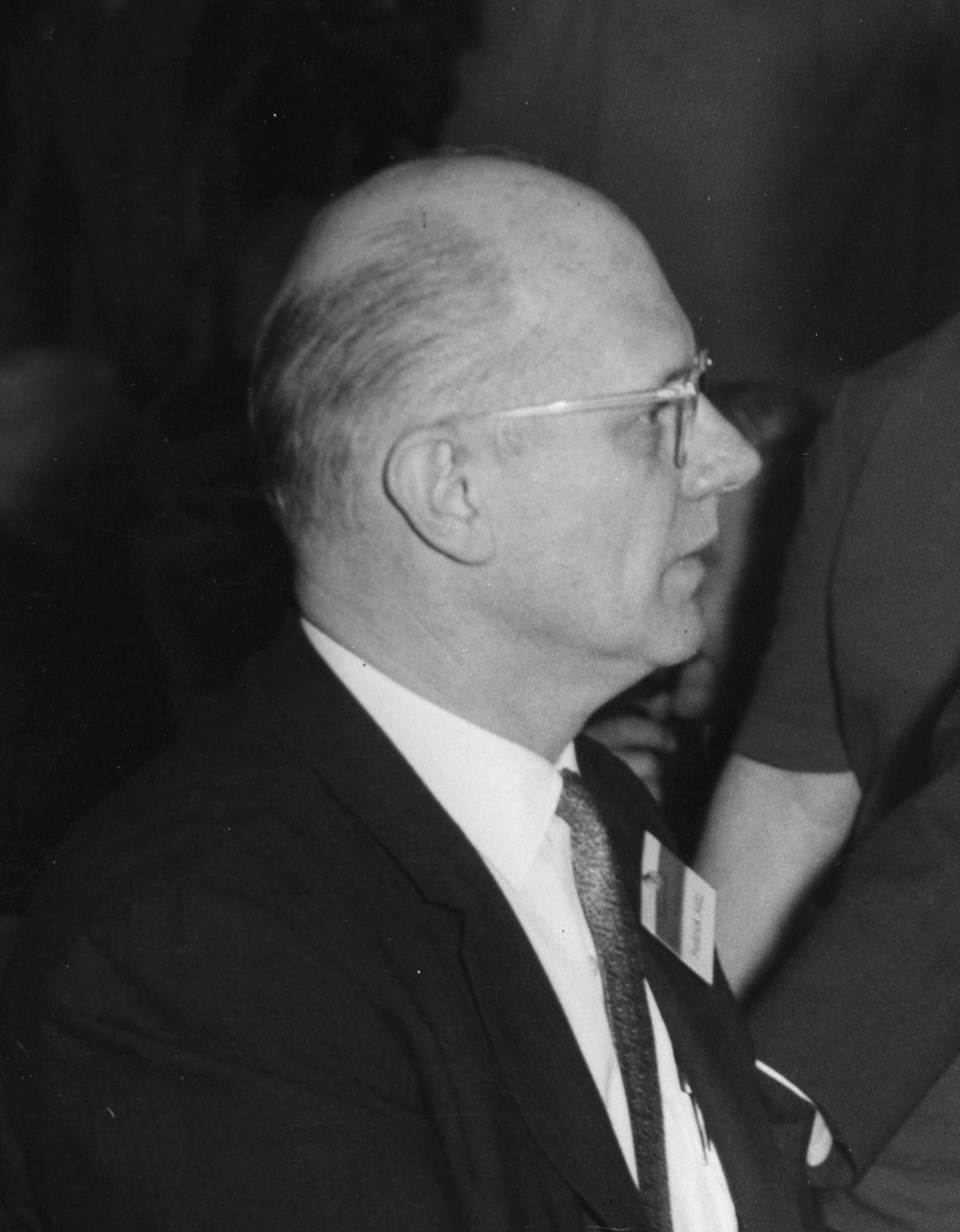
Frederick Seitz, 1963

Frederick Seitz, oft auch Fred Seitz, (* 4. Juli 1911 in San Francisco; † 2. März 2008 in New York City) war ein US-amerikanischer Physiker und Lobbyist. Seitz war zunächst ein bedeutender Wissenschaftler, der vielfach ausgezeichnet war. Nach seiner Emeritierung in den 1970er Jahren wandte er sich von der Wissenschaft ab und bestritt für diverse Industriebranchen diverse Umwelt- und Gesundheitsprobleme wie z. B. die Gefahren des Tabakkonsums, des Ozonloches, des Sauren Regens oder die Existenz des menschengemachten Klimawandels.

## Leben

### Wissenschaftliche Karriere
Seitz schloss ein Mathematikstudium in Stanford nach drei Jahren im Jahr 1932 als Bachelor ab. Sein weiterer Weg führten ihn an die Princeton University, an der er 1934 unter Eugene Wigner in Physik promovierte. Er befasste sich mit Metallen, in der Promotion mit Natrium, und deren innerer Struktur. Die beiden entwickelten die Wigner-Seitz-Zelle. Von 1935 bis 1937 arbeitete er an der Fakultät für Physik der Universität Rochester, New York, dann wechselte er als Forscher erst in die Labore der General Electric, dann an die University of Pennsylvania. In diesem Zeitraum entstand sein viel beachtetes Buch The Modern Theory of Solids, das 1940 erschien und die Entwicklung in der Festkörperphysik zum Thema hatte.
Um 1939 beschäftigte sich im Auftrag des Radiation Laboratory mit Reinigungsverfahren von Silizium und zur gleichen Zeit im Auftrag von der Chemiefirma DuPont mit der Verbesserung von weißen Pigmenten für Wandfarbe. Noch in den 1930ern wurden giftige Bleiverbindungen als Pigmente benutzt. Diese Pigmente wurden daraufhin durch ungiftiges Titandioxid ersetzt, und DuPont suchte nach verbesserten Herstellungsverfahren für Titandioxid oder nach einem billigeren Pigmentstoff. Der einzige mögliche Ersatzstoff schien damals exakt stöchiometrisches Siliziumkarbid (SiC) zu sein. Er entwickelte ein später als DuPont-Prozess bekannt gewordenen Verfahren, reines Silizium durch Reduktion von Siliziumtetrachlorid mittels Zink zu vergleichsweise geringen Kosten herzustellen. Ab Mitte 1941 standen damit den Forschern des britisch-amerikanischen Radarprojekts kleine Siliziumkristalle von hoher Qualität
zur Verfügung.
1943 erschien mit The Physics of Metals sein nächstes Buch. Von 1942 bis 1949 war er für das Carnegie Institute of Technology, die jetzige Carnegie Mellon University in Pittsburg, tätig. Während des Zweiten Weltkriegs forschte er unter anderem auf dem Gebiet der Nuklear- und der Radartechnik, in den Jahren 1946 und 1947 arbeitete er für das Oak Ridge National Laboratory in Tennessee. 1949 wurde er zum Professor für Physik an der University of Illinois in Chicago ernannt, ab 1957 war er Bereichsleiter und ab 1964 Dekan und Vizepräsident für Forschung. Dort gelang es ihm, für eine umfangreiche und neu zusammengestellte Forschungsgruppe John Bardeen zu gewinnen.  Er war von 1962 bis 1969 Präsident der National Academy of Sciences und von 1968 bis zu seiner Emeritierung 1979 Präsident der Rockefeller University in New York City. Während der Zeit seiner Präsidentschaft an der Rockefeller University wurden Forschungsprogramme zur Reproduktions-, Zell- und Molekularbiologie auf den Weg gebracht. Außerdem konnte die Universität ein Grundstück für den Bereich Ethnologie und Ökologie in Millbrook, New York, erwerben, wo später Feldforschungen zu Tierverhalten und Umweltbiologie durchgeführt wurden. Auch das Archivzentrum in Pocantico, New York, entstand im Laufe seiner Amtszeit. In den Jahren 1959 und 1960 beriet er außerdem die NATO, von 1962 bis 1969 gehörte er zum wissenschaftlichen Beraterstab des Präsidenten der Vereinigten Staaten.

### Tätigkeit als Lobbyist und „Merchant of Doubt“
Nach seiner Emeritierung stellte Seitz die Publikation wissenschaftlicher Arbeiten ein und tat sich ab den 1970er Jahren mit Industrieunternehmen und Think Tanks zusammen, um für sie Zweifel an wissenschaftlichen Erkenntnissen in Umwelt- und Gesundheitsfragen zu säen. Unter anderem arbeitete Seitz für die Tabakindustrie, für die er die Gefahren des Tabakrauchens sowie des Passivrauchens bezweifelte, und leugnete die Gefahren des Ozonlochs sowie des sauren Regens. Seitz war zudem eine zentrale Figur in der organisierten Leugnung der globalen Erwärmung.
Seitz gilt als der erste der „universell einsetzbaren käufliche[n] Leugner“ wissenschaftlicher Erkenntnisse. Unter anderem war er dafür verantwortlich, ab den 1970er Jahren mehr als 45 Mio. Dollar „Forschungsgelder“ vom Tabakkonzern R.J. Reynolds zu verteilen, die dazu vorgesehen waren, die Erkenntnisse über die Gesundheitsgefahren des Tabakkonsums zu bestreiten. Seitz, der später zugab, dass es Reynolds nicht darum gegangen sei, die Gesundheitseffekte des Rauchens zu untersuchen, erhielt für seine Dienste 585.000 Dollar.
Seitz gehörte 1984 zu den Gründern der konservativen Denkfabrik George C. Marshall Institute, deren Vorsitzender er bis 2001 war. Als Vorsitzender des Marshall Institutes erhielt er unter anderem Spendengelder vom Ölkonzerne ExxonMobil für das Abstreiten des menschengemachten Klimawandels. Insgesamt stand er in Verbindung mit fünf Organisationen, die Gelder von Exxon erhielten, unter anderem war er im wissenschaftlichen Beirat des Committee for a Constructive Tomorrow (CFACT).
1994 veröffentlichte er das Buch On the Frontier, My Life in Science. Er war 1995 Mitunterzeichner der Leipziger Erklärung, in der die menschengemachte globale Erwärmung angezweifelt wird, und Mitinitiator der späteren Oregon-Petition gegen das Kyoto-Protokoll. Bei der Oregon-Petition fügte er ein von Arthur B. Robinson, Noah E. Robinson und Willie Soon verfasstes und von ihm unterschriebenes Begleitschreiben bei, das optisch bewusst so gestaltet war, um wie ein Fachaufsatz in der hochrangigen Fachzeitschrift Proceedings of the National Academy of Sciences zu wirken. Dieses Vorgehen wurde anschließend von der National Academy of Sciences verurteilt, die ihrem ehemaligen Vorsitzenden in einer beispiellosen Antwort vorsätzliche Täuschung vorwarf und betonte, dass sich die Meinung von Seitz stark von der Position der Wissenschaft unterschied.

## Ehrungen
Im Laufe der Zeit wurde seine Tätigkeit von verschiedenen Institutionen gewürdigt, so erhielt er
- 1965 die Franklin Medal,
- 1968 die Herbert Hoover Medaille der Stanford University,
- 1968 den Distinguished Service Award des US Department of Defence,
- 1969, 1979 den Distinguished Public Service Award der National Aeronautics and Space Administration (NASA),
- 1970 den Compton Award des American Institute of Physics,
- 1973 die US National Medal of Science, Amerikas höchsten Wissenschaftspreis, für seine Beiträge zur Quantentheorie in der Festkörperphysik (“to the foundation of the modern quantum theory of the solid state of matter”),
- 1978 die James Madison Medaille der Princeton University und
- 1993 den Von Hippel Award.

1983 erhielt er den vierten vom National Science Board der National Science Foundation vergebenen Vannevar Bush Award und den vom American College of Physicians verliehenen R. Loveland Memorial Award. Die Rockefeller University verlieh ihm 2000 für seine Verdienste um ihr Haus den David Rockefeller Award. Dazu kommen von weltweit insgesamt 32 verschiedenen Universitäten verliehene Ehrungen.
1951 wurde er in die National Academy of Sciences gewählt und wurde 1965 deren erster hauptamtlich tätiger Präsident. Darüber hinaus gehörte er verschiedenen wissenschaftlichen Organisationen an, darunter der American Physical Society, deren Präsident er 1961 war, der Göttinger Akademie der Wissenschaften (1961), der American Academy of Arts and Sciences (1962), der American Philosophical Society (1946), der American Society for Metals, des American Institute of Mining, Metallurgy and Petroleum Engineers, der American Crystallographic Society, der Optical Society of America, der Washington Academy of Science und weiterer europäischer wissenschaftlicher Gesellschaften. 1964 wurde er zum Mitglied der Deutschen Akademie der Naturforscher Leopoldina gewählt.